# 클라리넷 오중주 (모차르트)
볼프강 아마데우스 모차르트의 클라리넷 5중주곡, K. 581은 클라리넷 연주자 안톤 스타들러를 위해 1789년에 작곡되었다. 클라리넷 5중주는 클라리넷 한 개와 현악 4중주를 위한 작품이다. 원래는 바셋 클라리넷을 위해 쓰여졌지만, 현대 공연에서는 보통 A의 클라리넷으로 연주된다. 이 곡은 모차르트의 유일하게 완성된 클라리넷 5중주곡이며, 이 악기를 위해 특별히 쓰여진 가장 초기의 가장 잘 알려진 작품 중 하나이다. 그것은 오늘날까지 그 작곡가의 작품 중 가장 존경받는 작품 중 하나로 남아 있다. 5중주단은 때때로 스타들러 5중주라고 불리는데, 모차르트는 1790년 4월 편지에서 그렇게 묘사했다. 모차르트는 또한 1786년 소위 케겔슈타트 트리오라고 불리는 클라리넷, 비올라, 피아노를 위한 트리오를 스타들러를 위해 작곡했다.
이 작곡가는 이 작품이 1789년 9월 29일에 완성되었다고 말했다. 같은 해 12월 22일, 음악가의 미망인과 고아들을 위한 연금 기금을 마련하기 위해 존재했던 단체인 통쿤슬러 소사이어티(Tonkünstler-Societät)의 4개의 비엔나 공연 중 하나로 초연되었다. 이 프로그램의 주요 항목은 빈첸초 리기니의 칸타타인 일 나탈레 다폴로였다. 클라리넷 독주는 스타들러가 맡았고, 첫 번째 바이올린 부분은 조셉 지슬러 (1744–1794)가 맡았다.
이 작품은 다음의 4 악장으로 구성되며 의도된 반복과 함께 31분에서 38분 사이, 일반적으로 약 35분 동안 지속된다.

## 구성

### 1악장
첫 번째 악장은 전체 작품의 분위기를 설정한다.
브라우저에서 소리 재생을 지원하지 않습니다. 오디오 파일을 다운로드할 수 있습니다.
메인 테마

### 2악장
두 번째 악장은 중앙 발전 부분 대신에 6마디 전환으로 시작되는데, 이것은 첫 번째 악장에서와 같이 몇 개의 상향 음계가 제1 바이올린에 번갈아 주어지는 두 번째 테마 그룹에 대해 대부분 음소거된 현 위에 클라리넷 멜로디로 구성된 첫 번째 악장을 반대한다.

### 3악장
세 번째 악장은 미뉴에트와 이례적으로 두 개의 트리오로 구성되어 있다. 첫 번째 트리오는 현악기만을 위한 곡으로, 몇 음마다 아키카투라가 특징인 테마를 가지고 있다. 두 번째 트리오는 현악기 위에 클라리넷 독주곡이지만, 미뉴에트에서는 역할이 더 고르게 분배된다.

### 4악장
피날레는 전통적인 론도를 대체하는 변주곡 형태이다.